# Regent Street
Regent Street – jedna z głównych ulic handlowych w londyńskiej dzielnicy West End, popularna zarówno wśród turystów, jak i mieszkańców miasta. Została nazwana na cześć Księcia Regenta (późniejszego króla Jerzego IV Hanowerskiego) i kojarzona jest z architektem Johnem Nashem, którego układ ulic przetrwał do obecnych czasów, mimo że wszystkie oryginalne budynki (z wyjątkiem kościoła All Souls Church) zostały zastąpione.
Ulica została ukończona w 1825 roku i była jednym z wczesnych przykładów planowania przestrzennego w Anglii, przełamując XVII i XVIII wieczny wzorzec. Ulica rozpoczyna się od południa przy rezydencji Księcia Regenta (Carlton House) w St James’s, przecina Piccadilly Circus oraz Oxford Circus i kończy się przy kościele All Souls Church. Stamtąd Langham Place i Portland Place prowadzą do Regent’s Park.
Wszystkie budynki znajdujące się przy Regent Street są chronione jako obiekty zabytkowe, razem tworzą one Regent Street Conservation Area.

## Historia

### Początki (1811–1825)
Regent Street to jedna z pierwszych ulic wybudowana według planowego projektu. Jego początki sięgają roku 1666, kiedy po Wielkim Pożarze Londynu angielski architekt Sir Christopher Wren narysował plan odbudowy miasta, który uwzględnił obszar dzisiejszej Regent’s Street. Inicjatywa została porzucona i dopiero w 1811 roku John Nash sporządził obszerne plany, wyróżniających się architektonicznie ulic i przestrzeni publicznych: Carlton House Terrace przy The Mall, Piccadilly Circus, Regent Street i Regent’s Park.

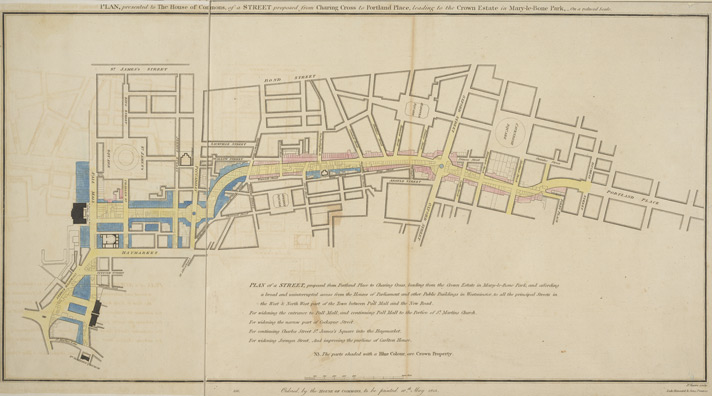
Propozycja planu budowy Regent Street opublikowana w 1813 roku

Projekty zostały sporządzone z upoważnienia Pierwszego Komisarza ds. Lasów, który od 1793 roku był otwarty na projekty Regent’s Park i doszedł do wniosku, iż park musi mieć odpowiednią drogę łączącą go z modną okolicą Charing Cross. Plany Nasha zostały przedstawione parlamentowi do zatwierdzenia.
Z założenia Regent Street była ulicą handlową, a tempo jej rozbudowy było bezprecedensowe w Londynie. Zbudowana została po linii istniejących ulic, jednak mimo to konieczna była rozbiórka budynków, które wcześniej rząd musiał wykupić od właścicieli. Skarb państwa poparł takie rozwiązanie, ponieważ w wyniku długich wojen napoleońskich, w kraju potrzebne były miejsca pracy. Nie mniej jednak, wydatki rządowe nie były zbyt wysokie, jako że budowę sponsorowali głównie prywatni inwestorzy, na równi z samym Johnem Nashem.
Projekt Regent Street został przyjęty ustawą parlamentu w 1813 roku, budowa trwała w latach 1814–1825. Poszczególne budynki zaprojektowali m.in. Charles Robert Cockerell, John Soane i John Nash. Początkowo ulica nosiła nazwę New Street i stanowiła linię podziału pomiędzy niecieszącym się szacunkiem Soho, a modną okolicą Mayfair.

### Przebudowa (1895–1927)

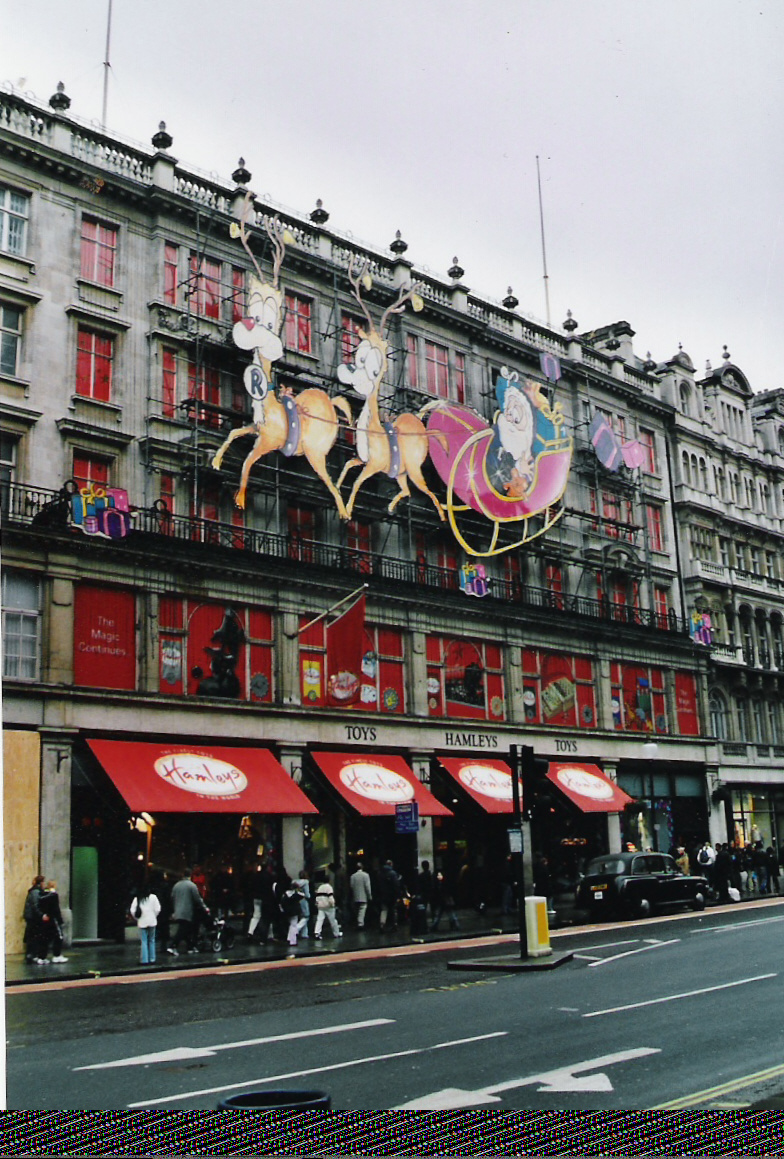
Hamleys, 2004

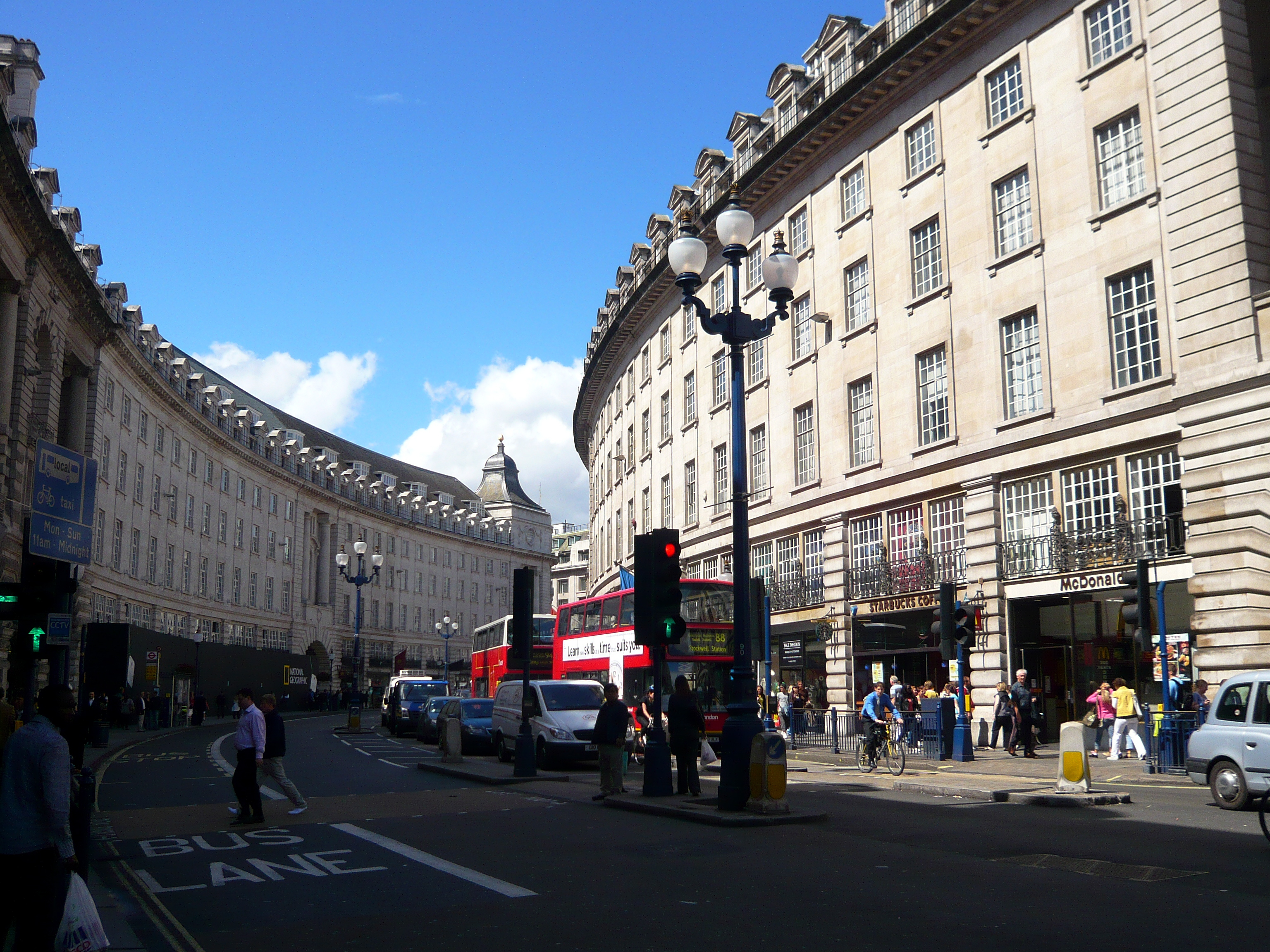
Kwadrant Reginalda Blomfielda

Z końcem XIX wieku moda w robieniu zakupów uległa zmianie, oryginalne budynki były małe i stanowiły ograniczenie w handlu. W okresie panowania Edwarda VII główną komercyjną aspiracją stały się domu handlowe. W tamtym okresie powstały Dickins & Jones, Garrard & Co., Swan & Edgar, Hamleys i Liberty & Co. (dwa ostatnie istnieją do dziś).
Budynki przy Regent Street nie były najwyższej jakości, wiele z nich zostało znacznie rozbudowanych, przez co konstrukcyjnie nie były stabilne. Po wygaśnięciu 99-letniego leasingu, w latach 1895–1927 Regent Street została zmodernizowana pod kontrolą ówczesnego Pierwszego Komisarza ds. Lasów (obecnie Crown Estate). Dzisiejszy wygląd Regent Street stanowi wynik przebudowy, nie przetrwał żaden z oryginalnych budynków na południe od Oxford Circus.
Regent Street jest przykładem podejścia do projektowania urbanistycznego na wzór francuskiej szkoły Beaux-Arts: okazałe, odrębne budynki stanowiące harmonię. Surowe reguły zostały wprowadzone w procesie odbudowy ulicy. Wszystkie budynki miały stanowić ciągłą elewację, z gzymsem na wysokości 20 metrów ponad poziomem chodnika (nie licząc lukarn, wieżyczek i dachów mansardowych).
Rozbudowa rozpoczęła się na południe od Oxford Circus, pierwszym modernizowanym budynkiem był Regent House. Stylistycznie ton przebudowy został narzucony przez kwadrant (budynki tworzące łuk) Reginalda Blomfielda. Kwadrant był przedmiotem poważnej debaty.
Jedność Piccadilly Circus została zakłócona przez konstrukcję Shaftesbury Avenue, a pierwsze propozycje rozwiązania nie były zadowalające. Z tego powodu architekt Norman Shaw został poproszony o rozwiązanie projektowe. Przygotował on plany Piccadilly Circus i Kwadrantu, które zostały zatwierdzone, mimo nieustających sporów w tej sprawie. Projekt Shawa został ukończony w 1908 roku i Reginald Blomfield dokonał przebudowy z uwzględnieniem planów Shawa. Roboty budowlane trwały w latach 1923–1928.
Przebudowa Regent Street została opóźniona przez I wojnę światową i uroczystości zwieńczające zakończenie prac odbyły się dopiero w 1927 roku. W obchodach wzięli udział: królowa Maria Teck i król Jerzy V.

### Przebudowa Crown Estate
Cała Regent Street, z wyjątkiem dwóch budynków na północnym krańcu (w pobliżu Langham Place), jest własnością Crown Estate. Na przełomie tysiąclecia rozpoczęła szeroko zakrojony program modernizacji Regent Street i niektórych jej bocznych uliczek.
Na początku XX wieku małe biura z poprzedniego wieku, zastąpiono nowoczesnymi biurowcami o otwartych planach konstrukcyjnych. Małe sklepy zastąpiono też większymi. Modernizacji tych dokonywano wewnątrz zabudowań, bez zmiany fasady.
Najważniejszym elementem przebudowy była rekonstrukcja kwadrantu na południowym krańcu ulicy, w pobliżu Piccadilly Circus. Oprócz sklepów, biur i pięciogwiazdkowych hoteli, powstały również budynki mieszkalne.
W 2006 roku Crown Estate przeniosła swoją siedzibę z Carlton House Terrace do budynku przy New Burlington Place.

## Znaczące miejsca i budynki
All Souls Church

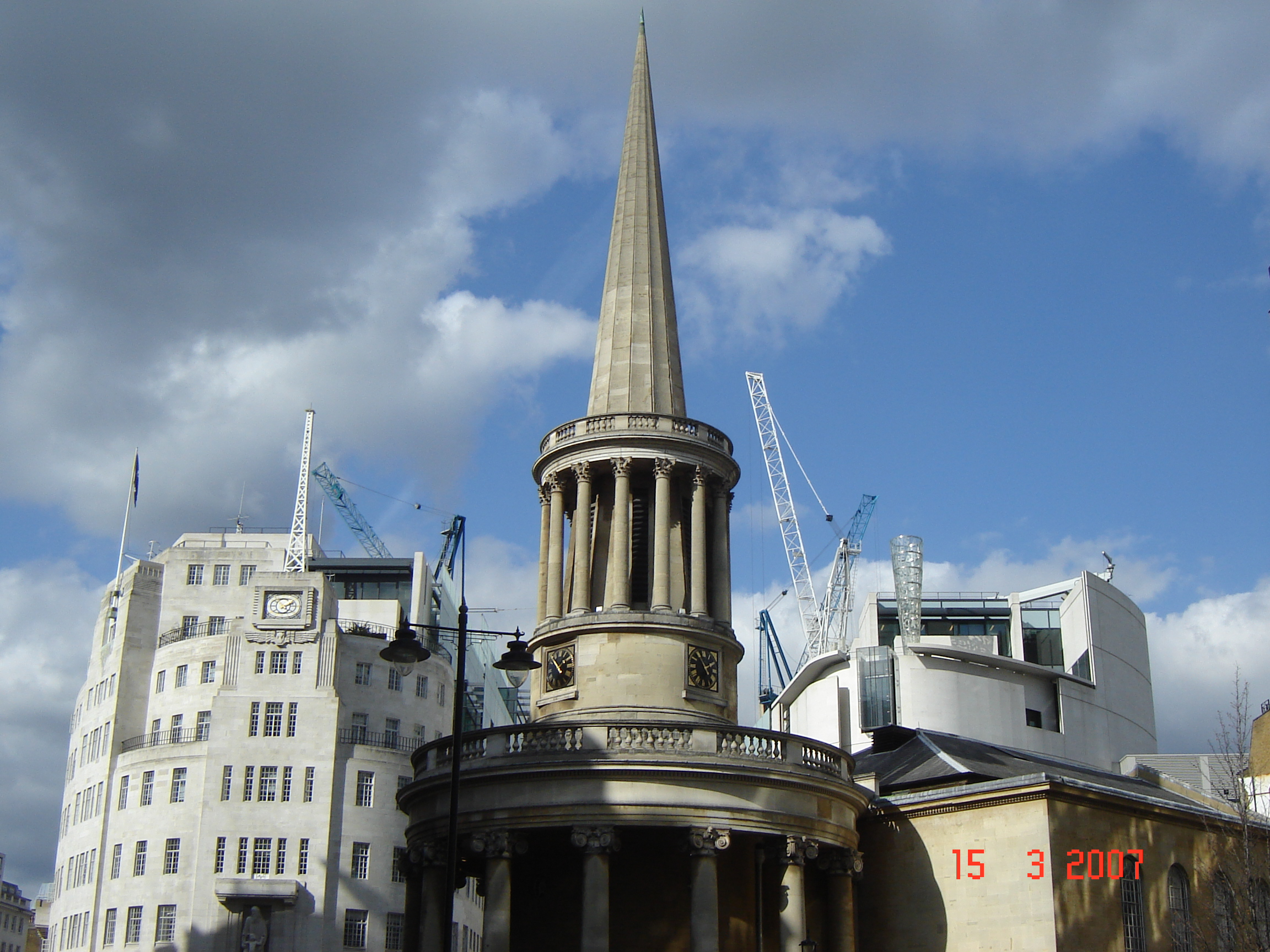
All Souls Church i Broadcasting House

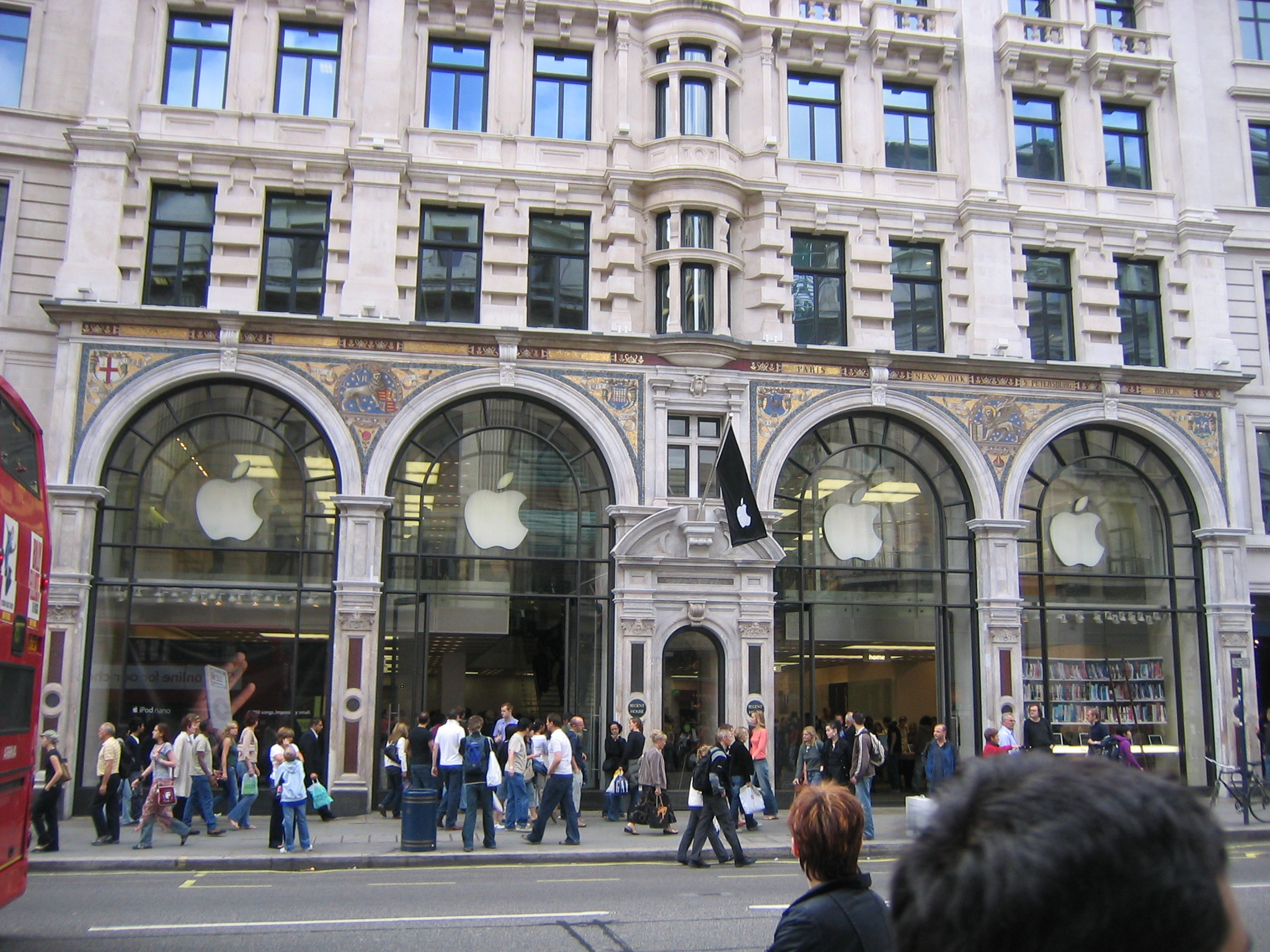
Apple Store przy Regent Street

All Souls Church znajduje się przy Langham Place, w górnej części Regent Street, tuż obok Broadcasting House. Budowa kościoła została ukończona w 1823 roku, posiada on charakterystyczny okrągły portyk i kamienną iglicę. Jest jedynym zachowanym budynkiem przy Regent Street, zaprojektowanym przez Johna Nasha.
Sklep Apple
Apple Store został otwarty przy Regent Street 20 listopada 2004 roku i był pierwszym w Europie, pozostałe znajdowały się w Stanach Zjednoczonych i w Japonii. Do momentu otwarcia sklepu Apple przy Covent Garden, był też największym na świecie.
Austin Reed/Superdry
Sztandarowy pięciokondygnacyjny sklep Austin Reed mieścił się przy Regent Street 103–113 przez ponad 85 lat. W środku znajdowało się atrium i przeszklone windy. Na parterze znajdował się sklep oferujący modę żeńską, jak również Art Deco Barber Shop oferujący kosmetyki do włosów, twarzy i ciała. W maju 2011 roku brytyjska firma odzieżowa Superdry zajęła budynek, a dzierżawa wyniosła 12 milionów funtów. Tym samym Austin Reed zajął budynek Aquascutum, znajdujący się po drugiej stronie ulicy.
Pod koniec 2011 roku Austin Reed wprowadził się do budynku przy Regent Street 100, natomiast oficjalne otwarcie Superdry przy Regent Street 103–113 odbyło się 17 grudnia 2011.
Broadcasting House
W górnej części Regent Street znajduje się siedziba BBC i kilku stacji radiowych, w Broadcasting House. Budynek pochodzący z lat 30. XX wieku, został zbudowany w stylu art déco.
Hamleys
Sklep z zabawkami Hamleys znajduje się 100 metrów na południe od Oxford Circus. Pierwotnie znajdował się w dzielnicy Holborn i nosił nazwę Noah’s Ark. W obecnym miejscu usytuowany jest od 1906 roku. Jest to największy na świecie sklep z zabawkami.

## Transport
Najbliższymi stacjami metra są: Oxford Circus i Piccadilly Circus.